# Гезалех
Гезалех (Gesalech, Gesaleico, Gesalico dei Balti; † 511) е крал на вестготите от 507 до 511 г.

## Управление
Той става крал на Нарбона през 507 г. след смъртта на баща му Аларих II в загубената Битка при Вуйе (Vouillé) против франките. Гезалех е извънбрачен син на Аларих II и негова конкубина. Единственият легитимен син на Аларих II и Теудигота и внук на Теодорих Велики Амаларих е още дете. Амаларих бяга от полубрат си през Пиренеите.
Гезалех е много слаб крал, който не успява да спре франките и бургундите да превземат и други територии в Галия, така че само Септимания остава готска.
Тулузкото царство се разпада. През 509 е изгонен и се скрива в Барселона. През 510 г. пристига очакваната остготска войска и той е нападнат и разбит при Барселона от херцог Иба, военачалник на Теодорих Велики и бяга при вандалите, от които получава парична помощ, след което се връща обратно.
При нападението на остготите през 511 г. Гезалех е хванат в плен и убит по заповед на Теодорих Велики.
Управлението на вестготското царство водят назначените от Теодорих остготски военачалници Иба, Луивирит и Ампелий. Наследник на Гезалех става Амаларих, първо представян от дядо му Теодорих с управител помощник – регент Теудис. През 522 Амаларих е официално обявен за крал и след смъртта на Теодорих през 526 има пълна кралска власт.
За годините 511 до 526 по вестготските списъци (Хроника от Сарагоса) Теодорих Велики е вестготски крал, през 526 – 531 е неговият внук Амаларих.